# 푸꾸옥섬
푸꾸옥섬(베트남어: Đảo Phú Quốc / 島富國, 부국도)은 베트남 남서부에 위치한 섬으로 타이만과 접하며 행정 구역상으로는 안장성 푸꾸옥 특구(베트남어: Đặc khu Phú Quốc), 을 구성한다. 베트남에서 가장 큰 섬으로 섬의 면적은 575 km2이고, 인구는 2025 현재 기준으로 약 157,629명이다.
즈엉동 시진은 서해안에 위치하고 있으며 섬의 행정을 담당하는 최대 도시이기도 하다. 다른 시진으로는 섬의 남쪽 끝에 있는 안타이가 있다.
섬 경제는 어업, 농업과 빠르게 성장하는 관광 분야에 집중되어 있다. 푸꾸옥은 현재의 관광 붐으로 인해 빠른 경제 성장을 이루었다. 여러 개의 5성급 호텔과 리조트를 포함하여 많은 인프라 프로젝트가 진행되고 있다. 푸꾸옥 국제공항은 푸꾸옥과 베트남 본토 및 기타 해외 목적지를 연결하는 허브이다.
2014년 3월부터 베트남은 모든 외국인 관광객이 최대 30일간 푸꾸옥 비자를 무료로 이용할 수 있도록 허용했다. 2017년경, 베트남 정부는 푸꾸옥 섬과 주변 섬을 다루는 특별 행정 구역을 세우고 특별 행정구가 있는 지방 도시로 승격시킬 계획을 수립했다.

## 개요
푸꾸옥섬은 베트남의 유명 관광지 중 하나로 청정 해역을 자랑하고 바다에서 바다 거북이와 듀공을 볼 수 있는 곳으로도 유명하다. 이 섬은 세계적으로 유명한 질 좋은 후추의 생산지이며, 베트남에서 생선 소스(멸치액젓)인 '느억 맘(Nuoc mam)'이 가장 많이 생산되는 곳이기도 하다.
현재는 관광지로 유명한 곳이나 과거 프랑스의 식민지 시기와 베트남 전쟁 시기에 정치범 수용소가 있었으며, 수용소 건물은 전시관으로 운영하고 있다.

## 행정 구역

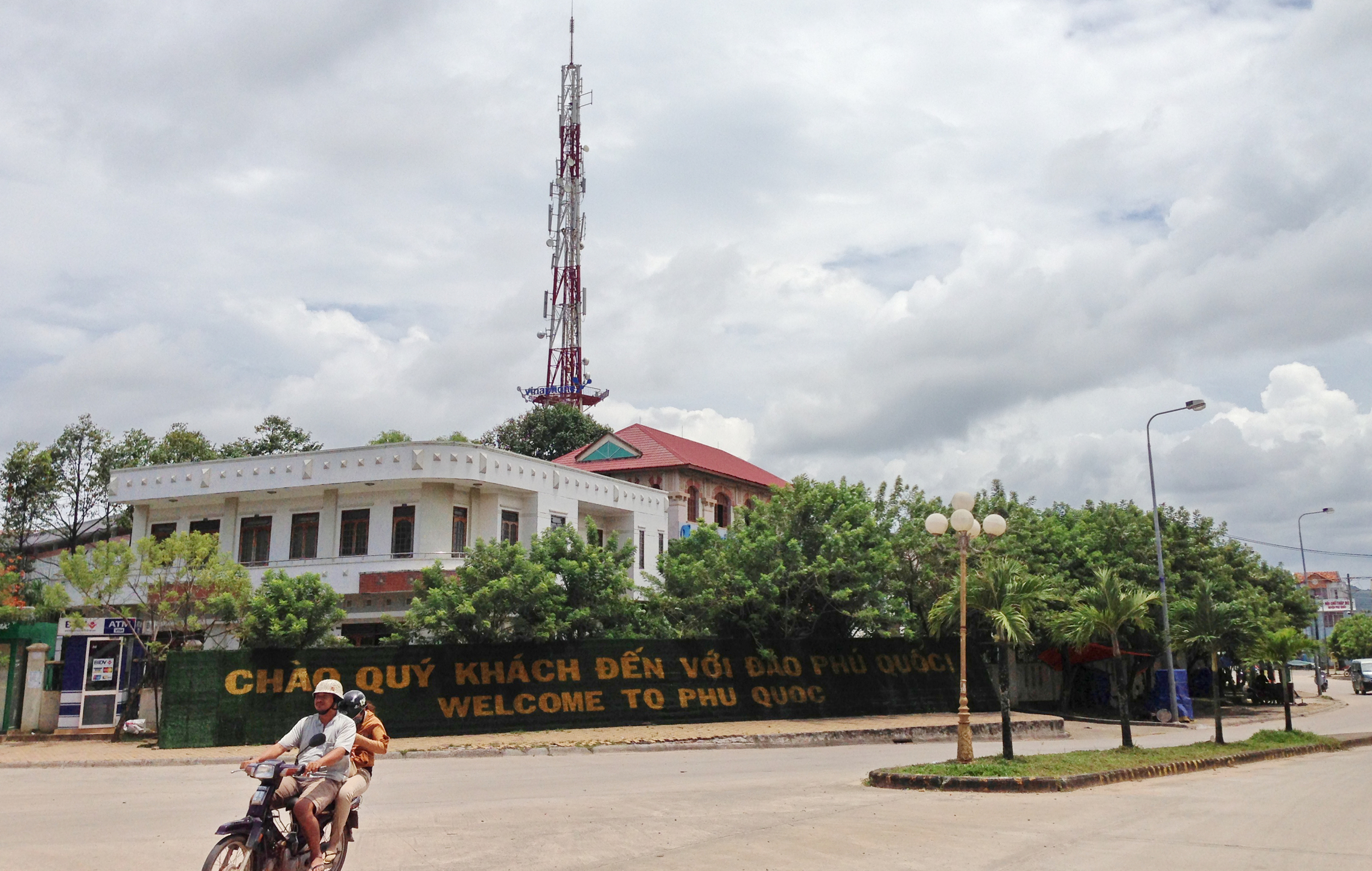
즈엉동 시진

2과 방과 8개의 사가 있다.

### phường
- 즈엉동 (Dương Đông / 陽東)
- 안터이 (An Thới / 安泰)

### 사
- 바이텀 (Bãi Thơm / 拜屯)
- 끄아깐 (Cửa Cạn / 𨷶乾)
- 끄아즈엉 (Cửa Dương / 格陽)
- 즈엉터 (Dương Tơ / 陽思)
- 까인저우 (Gành Dầu / 岸油)
- 함닌 (Hàm Ninh / 咸寧)
- 토쩌우 (Thổ Châu / 土珠)

## 교통

### 공항
과거 섬의 중심지인 즈엉동 시진에 길이 2,128m × 너비 30m의 활주로를 가진 공항이 있었으나, 2008년 11월부터 이곳에서 직선 거리로 약 7km 남쪽에 신공항을 건설하여 2012년 12월에 길이 3,000m × 너비 45m의 활주로를 갖춘 푸꾸옥 국제공항을 개장하고 옛 공항은 2009년 12월 2일자로 폐쇄하였다.
새 공항을 통해 국내선 및 국제선 항공이 이착륙이 가능하지만, 현재 정기노선은 베트남 국내선(호찌민시, 하노이, 다낭, 냐짱 등)만 운항하고 있다.

## 기후
이 섬의 몬순 하부 적도 기후는 뚜렷한 우기(6월 ~ 11월)와 건기(12월 ~ 5월)로 특징 지어진다. 연간 강수량은 평균 2,879mm로 높은 편이다. 북부 산지에서는 최대 4,000mm가 기록되었다. 4월과 5월은 기온이 35°C에 달하는 가장 더운 달이다.
| 푸꾸옥의 기후                   | 푸꾸옥의 기후 | 푸꾸옥의 기후 | 푸꾸옥의 기후 | 푸꾸옥의 기후 | 푸꾸옥의 기후 | 푸꾸옥의 기후 | 푸꾸옥의 기후 | 푸꾸옥의 기후 | 푸꾸옥의 기후 | 푸꾸옥의 기후 | 푸꾸옥의 기후 | 푸꾸옥의 기후 | 푸꾸옥의 기후    |
| 월                              | 1월           | 2월           | 3월           | 4월           | 5월           | 6월           | 7월           | 8월           | 9월           | 10월          | 11월          | 12월          | 연간             |
| ------------------------------- | ------------- | ------------- | ------------- | ------------- | ------------- | ------------- | ------------- | ------------- | ------------- | ------------- | ------------- | ------------- | ---------------- |
| 역대 최고 기온 °C (°F)          | 35.1 (95.2)   | 35.3 (95.5)   | 38.1 (100.6)  | 37.5 (99.5)   | 37.0 (98.6)   | 34.0 (93.2)   | 33.4 (92.1)   | 33.4 (92.1)   | 33.3 (91.9)   | 34.5 (94.1)   | 33.2 (91.8)   | 34.6 (94.3)   | 38.1 (100.6)     |
| 일평균 최고 기온 °C (°F)        | 30.6 (87.1)   | 31.1 (88.0)   | 32.1 (89.8)   | 32.5 (90.5)   | 31.6 (88.9)   | 30.4 (86.7)   | 29.8 (85.6)   | 29.6 (85.3)   | 29.5 (85.1)   | 30.2 (86.4)   | 30.7 (87.3)   | 30.3 (86.5)   | 30.7 (87.3)      |
| 일일 평균 기온 °C (°F)          | 25.9 (78.6)   | 26.6 (79.9)   | 27.8 (82.0)   | 28.5 (83.3)   | 28.6 (83.5)   | 28.0 (82.4)   | 27.6 (81.7)   | 27.5 (81.5)   | 27.2 (81.0)   | 26.8 (80.2)   | 26.9 (80.4)   | 26.3 (79.3)   | 27.3 (81.1)      |
| 일평균 최저 기온 °C (°F)        | 23.0 (73.4)   | 23.7 (74.7)   | 24.9 (76.8)   | 25.6 (78.1)   | 25.8 (78.4)   | 25.6 (78.1)   | 25.2 (77.4)   | 25.2 (77.4)   | 25.0 (77.0)   | 24.5 (76.1)   | 24.4 (75.9)   | 23.4 (74.1)   | 24.7 (76.5)      |
| 역대 최저 기온 °C (°F)          | 16.0 (60.8)   | 16.0 (60.8)   | 18.5 (65.3)   | 21.0 (69.8)   | 22.1 (71.8)   | 21.2 (70.2)   | 21.7 (71.1)   | 21.6 (70.9)   | 22.0 (71.6)   | 20.8 (69.4)   | 16.0 (60.8)   | 17.1 (62.8)   | 16.0 (60.8)      |
| 평균 강우량 mm (인치)           | 27.7 (1.09)   | 27.2 (1.07)   | 61.0 (2.40)   | 148.2 (5.83)  | 280.8 (11.06) | 381.9 (15.04) | 419.2 (16.50) | 485.6 (19.12) | 473.6 (18.65) | 354.2 (13.94) | 163.5 (6.44)  | 59.1 (2.33)   | 2,881.9 (113.46) |
| 평균 강우일수                   | 4.6           | 3.7           | 6.6           | 11.7          | 19.0          | 21.0          | 22.5          | 23.6          | 22.8          | 21.5          | 13.8          | 6.2           | 177.1            |
| 평균 상대 습도 (%)              | 75.9          | 77.4          | 77.5          | 80.2          | 83.2          | 85.2          | 85.9          | 86.5          | 87.5          | 86.3          | 79.5          | 73.8          | 81.6             |
| 평균 월간 일조시간              | 247.5         | 232.4         | 256.5         | 246.4         | 195.8         | 148.0         | 146.9         | 137.1         | 137.9         | 169.8         | 210.1         | 240.1         | 2,373.1          |
| 출처: 베트남 과학기술양성연구소 |               |               |               |               |               |               |               |               |               |               |               |               |                  |

## 관광
- 사오 해변
- 껨 해변
- 짜인 폭포
- 진꺼우 야시장 (Dinh Cau Night Market)

### 숙박
- 빈펄 리조트 & 스파 푸꾸옥 (Vinpearl Resort Phu Quoc)
- 노보텔 푸꾸옥 리조트 (Novotel Phu Quoc Resort)
- 아몬 비치 호텔

## 영토 분쟁
푸꾸옥 섬은 베트남보다 캄보디아 육지에 가까운 섬으로, 캄보디아가 영유권을 주장하고 있다. 이 섬의 영유권 분쟁은 크메르 루주의 민주 캄푸치아 시절 베트남-캄보디아 전쟁이 일어나는 원인 중 하나이기도 했다. 이 전쟁에서 패한 캄보디아에 세워진 베트남의 괴뢰국가인 캄푸치아 인민 공화국은 푸꾸옥을 베트남 영토로 인정하였다.
현재 캄보디아는 이 조약을 무효로 보고 있지만 베트남보다 국력이 약해 적극적인 영유권 주장은 하지 못하고 있다.

## 사진

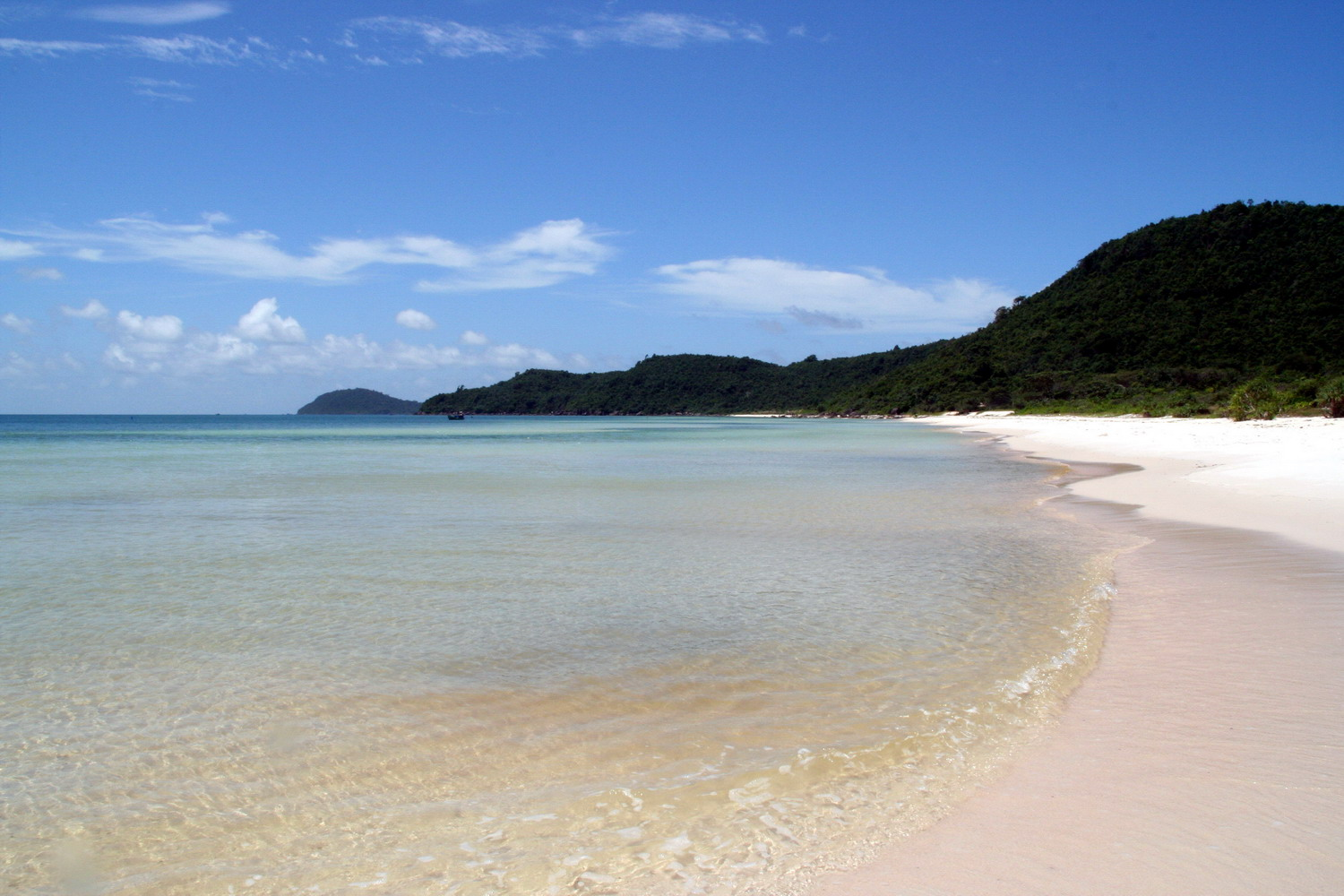
사오 해변
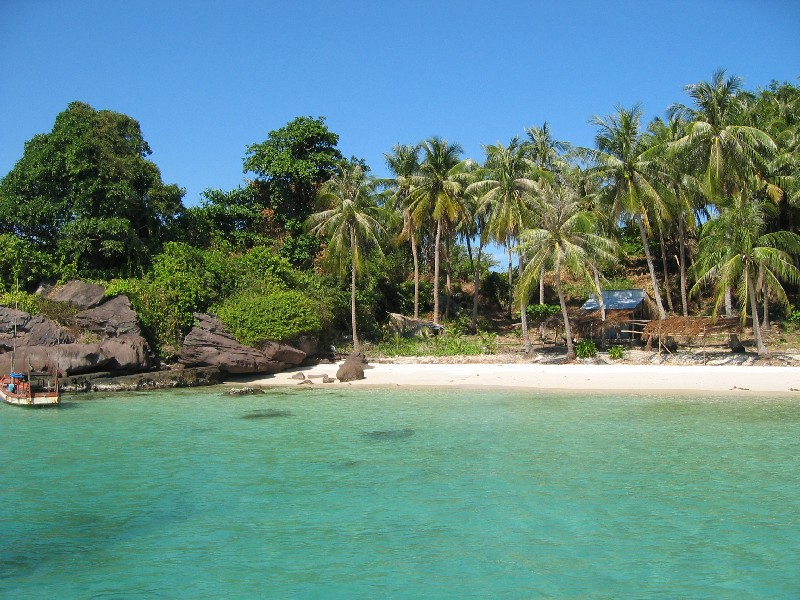
푸꾸옥 남부 제도
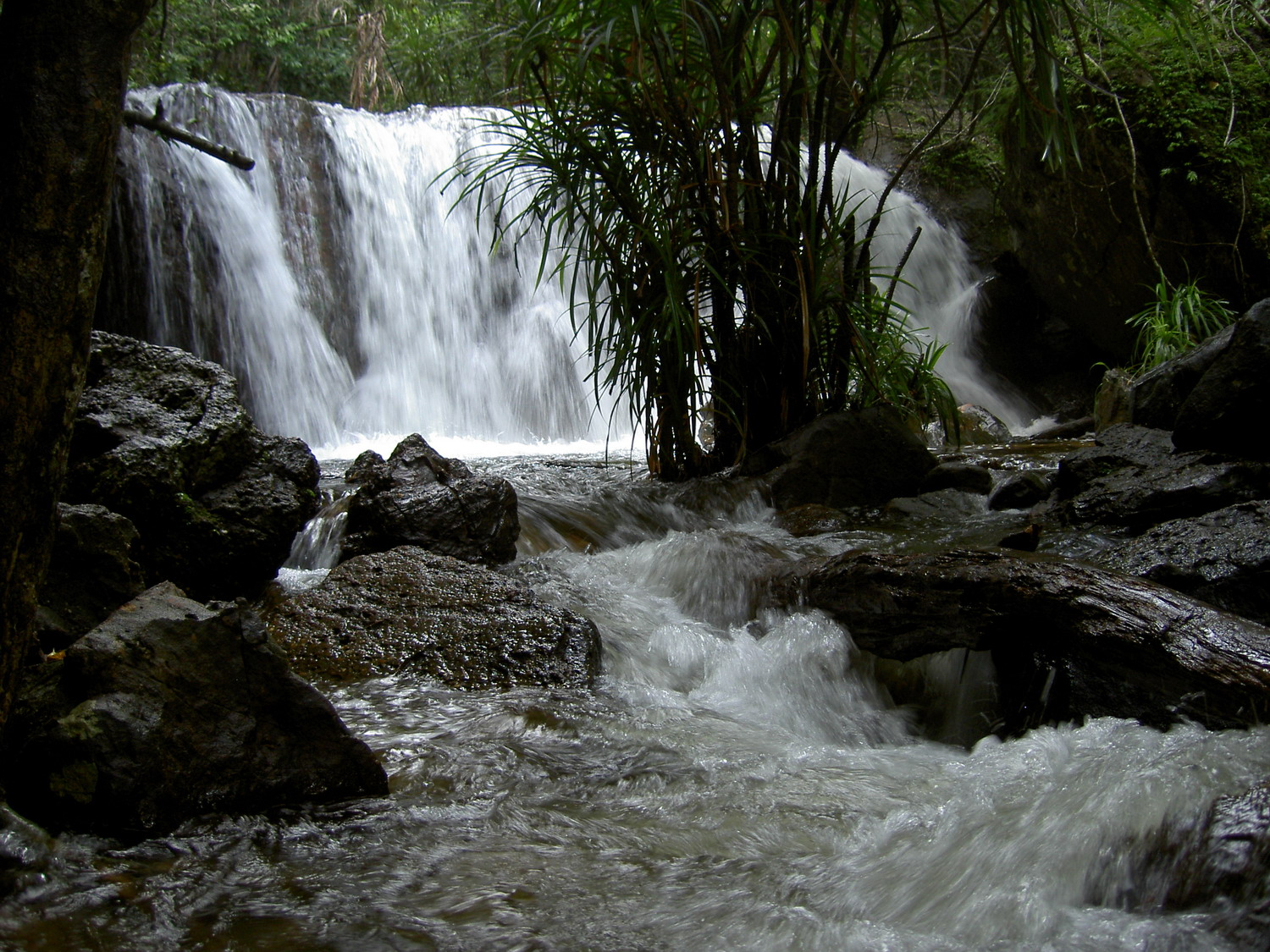
푸꾸옥 짜인 폭포
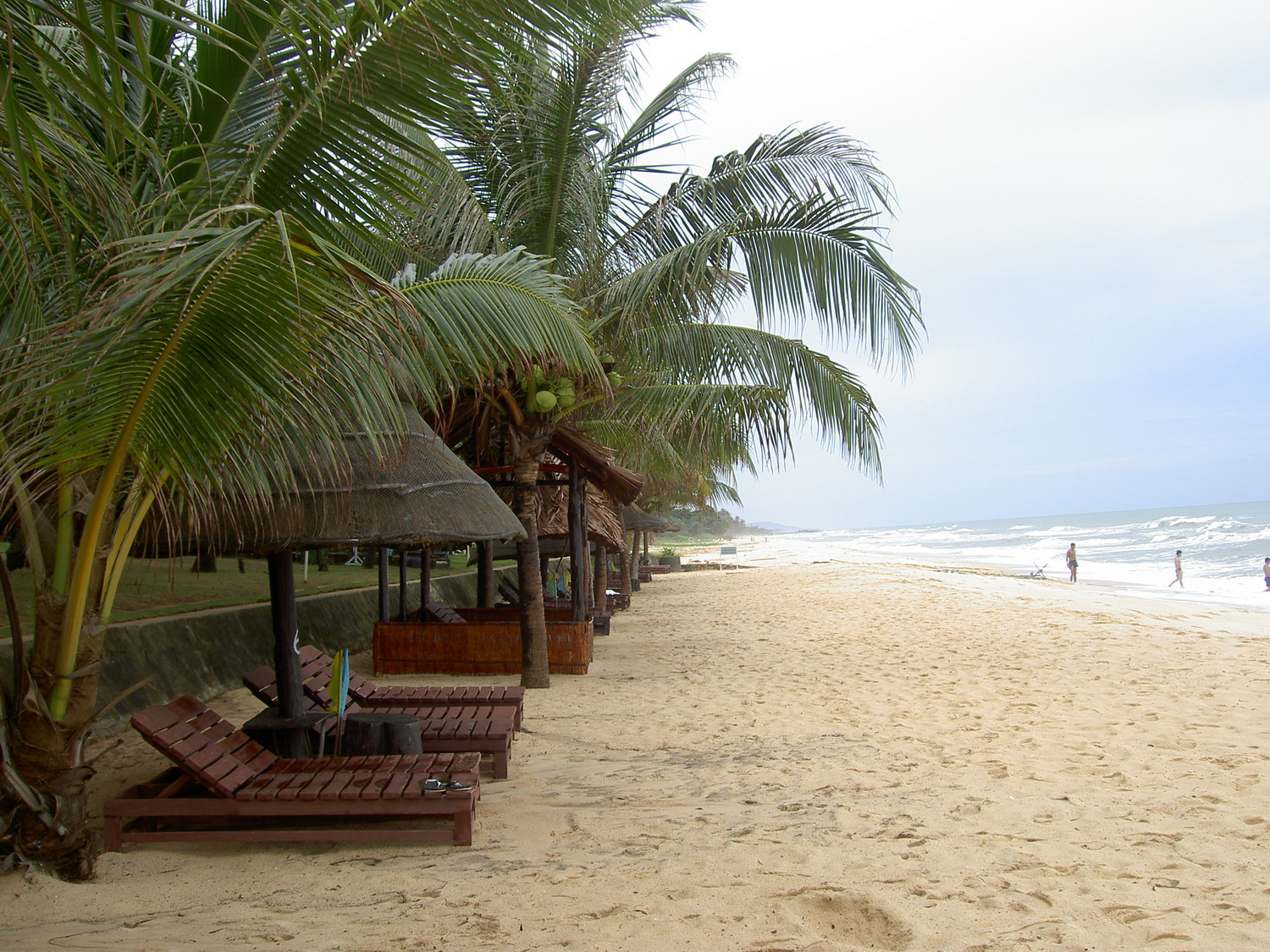
푸꾸옥 해변
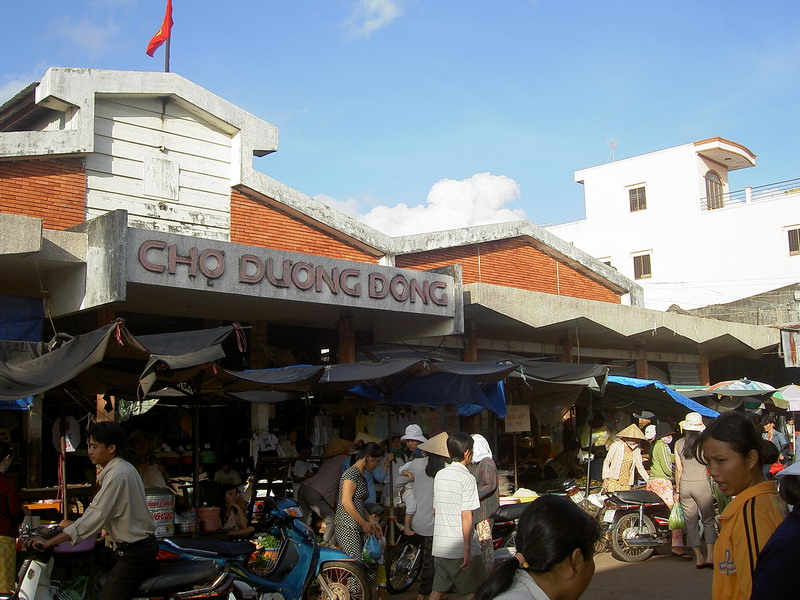
즈엉동 시장
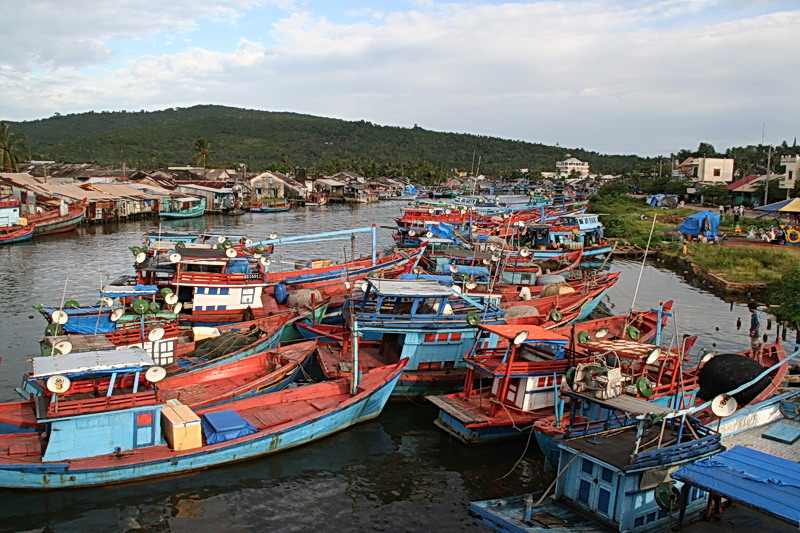
푸꾸옥의 어촌
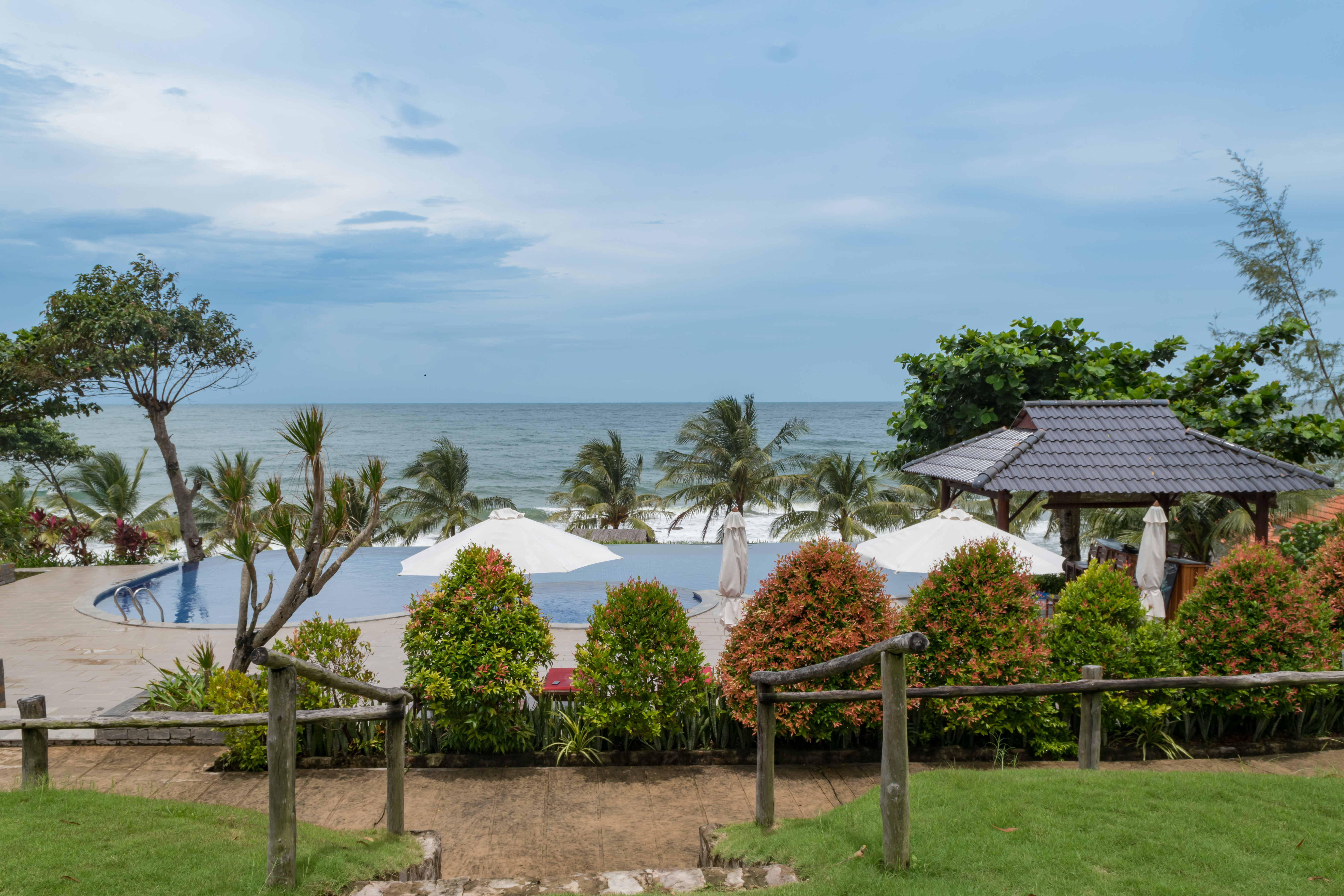
푸꾸옥의 리조트
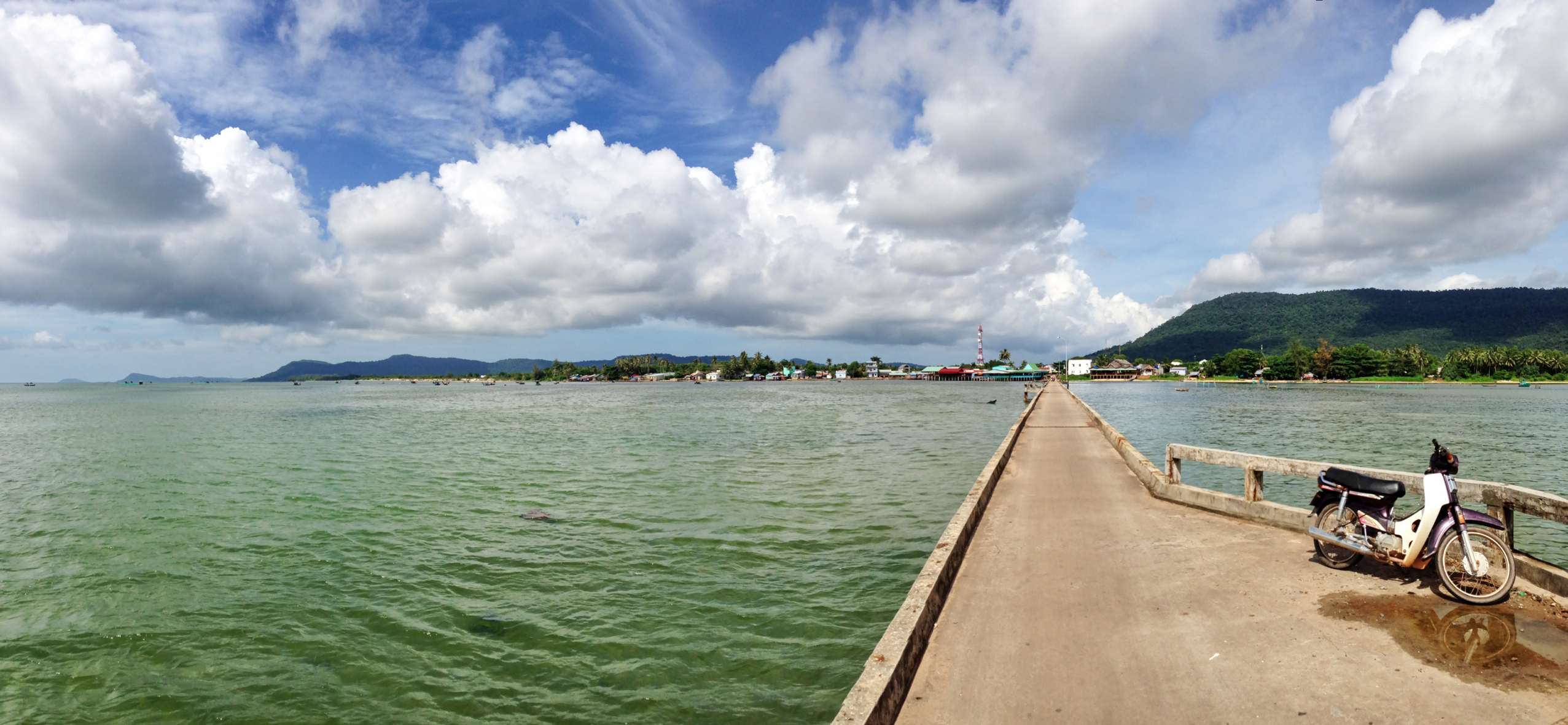
함닌 근처의 파노라마

## 같이 보기
- 푸꾸옥 국제공항